# Říčky (Orlické Podhůří)
Říčky (německy Schützendorf) jsou vesnice a část obce Orlické Podhůří v okrese Ústí nad Orlicí. Leží tři kilometry severozápadně od Ústí nad Orlicí v nadmořské výšce asi 450 metrů.
V katastrálním území vesnice se nachází z větší části také osada Klopoty, kopec Podhořín (528 metrů) a jižně od něj ještě samota Háje. Do Říček vede silnice z Kerhartic a ze severovýchodu odbočka ze silnice Dolní Libchavy–Dobrá Voda.

## Historie
První písemná zmínka o vesnici pochází z roku 1475.

## Pamětihodnosti
- Kaple svatých Andělů strážných z roku 1869
- Socha svatého Jana Nepomuckého z roku 1757 před hřbitovem
- Pomník obětem první a druhé světové války
- Kamenný kříž u kaple svatých Andělů z roku 1891
- Svatý obraz u silnice na okraji obce z roku 1819
- Naučná stezka Po stopách živé vody
- Fosilie organismů a v okolí vsi

## Osobnosti
- Václav Zdeněk Hackenschmied (1867–1945), pedagog a etnograf

## Galerie

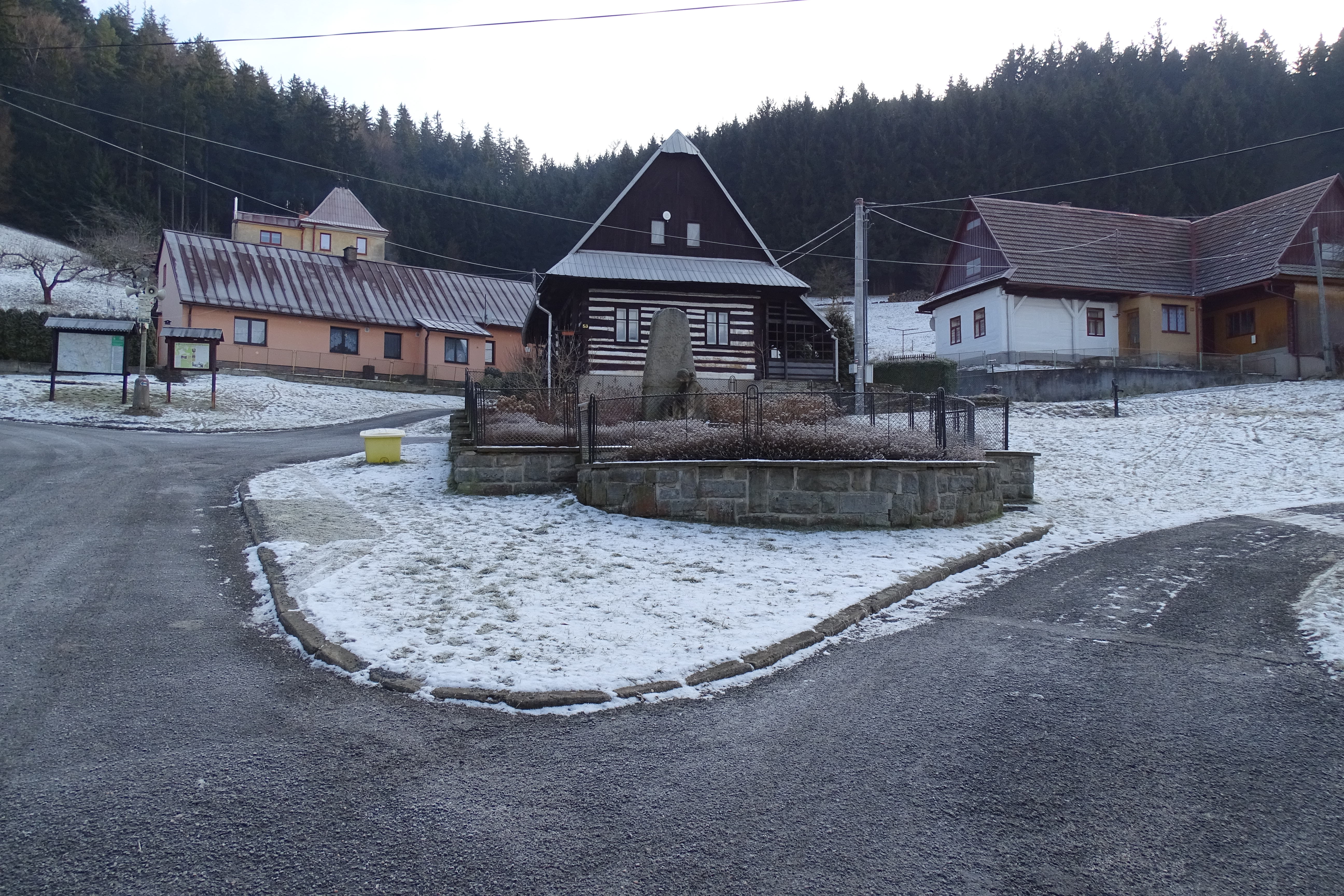
Pomník obětem války
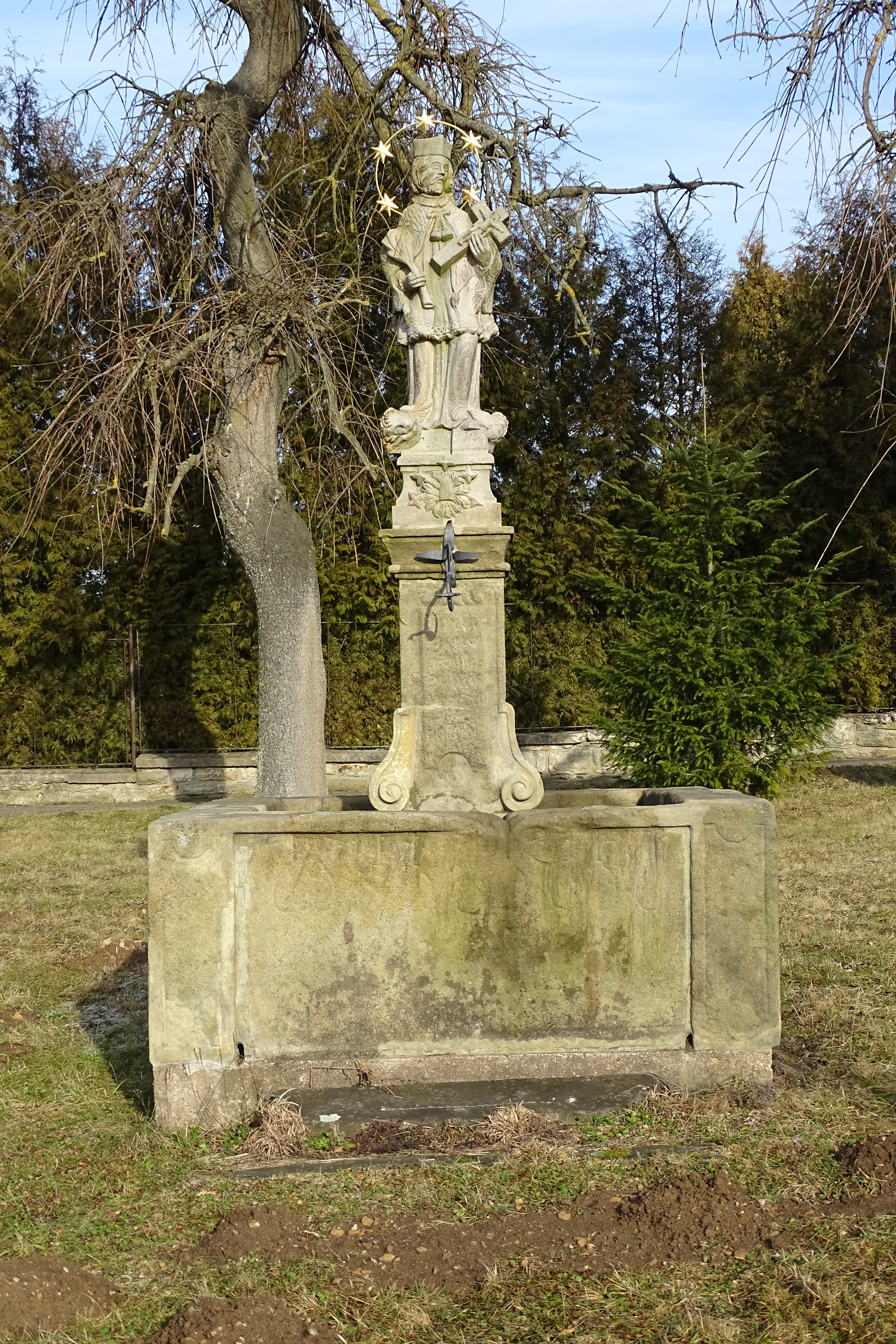
Socha svatého Jana Nepomuckého u hřbitova
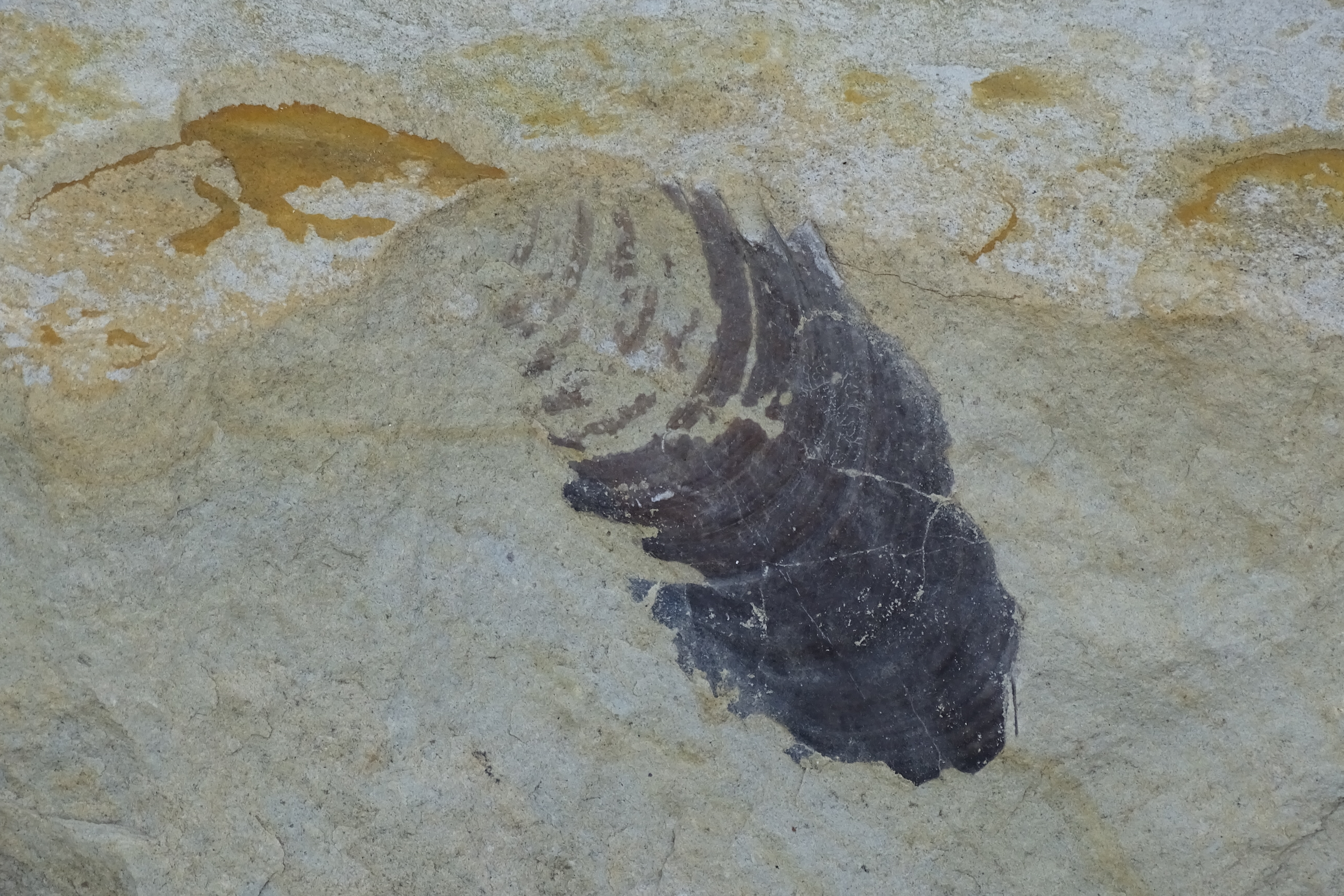
Otisk v opuce